# Trzeboś
Trzeboś – wieś w Polsce położona w województwie podkarpackim, w powiecie rzeszowskim, w gminie Sokołów Małopolski. Wieś leży po wschodniej stronie niewielkiej rzeki Trzebośnicy, dopływu Sanu. Przez Trzeboś Górną biegnie droga wojewódzka nr 881.
| SIMC    | Nazwa         | Rodzaj    |
| ------- | ------------- | --------- |
| 0661546 | Budy          | część wsi |
| 0661552 | Trzeboś Dolna | część wsi |
| 0661569 | Trzeboś Górna | część wsi |

Tradycyjnie z Trzebosią związana jest miejscowość Trzeboś-Podlas, która jednak tworzy odrębne sołectwo. W przeszłości miała status przysiółka Trzebosi, a współcześnie w Krajowym Rejestrze Urzędowym Podziału Terytorialnego Kraju TERYT ma status odrębnej wsi.

## Podział terytorialny
Zwarta część wsi w formie ulicówki rozciąga się południkowo wzdłuż Trzebośnicy. Na przełomie XX i XXI w. trzeboskim ulicom nadano nazwy (Leśna, Dolna, Dworzysko, Górna, Kościelna, Podlas, Sportowa, Widokowa). Przyporządkowanie adresów dłuższych ulic jest związane z podziałem na części wsi – Trzeboś Dolna ma adresy ulicy Dolnej, Budy ulicy Leśnej itd.

## Historia
Miejscowość założona na przełomie XVI i XVII wieku na terenie wykarczowanym z Puszczy Sandomierskiej. Początkowo związana z łańcuckimi dobrami rodziny Stadnickich i określana jako Stadnik Wielki. Taką samą nazwą określano sąsiednią wieś. Obie wsie były więc nazywane Stadnikiem Wielkim alias Trzeboś lub Medynia. Źródłosłów obecnej nazwy wywodzi się od trzebieży puszczy. W Trzebosi pozyskiwano m.in. surowce do huty szkła w Hucisku. W 1627 dobra łańcuckie Stanisław Stadnicki oddał w zastaw Stanisławowi Lubomirskiemu. Trzeboś jako własność Jerzego Ignacego Lubomirskiego przejściowo weszła w skład dóbr rzeszowskich, a podziale jego majątku – głogowskich. Związki obu Stadników wyrażały się także tym, że wierni należeli do wspólnej parafii Nawiedzenia Najświętszej Maryi Panny w Medyni Głogowskiej. Leżały one na uboczu posiadłości, więc Maria z Lubomirskich Radziwiłłowa postanowiła je sprzedać. 
W 1786 Benedykt Grabiński kupił Trzeboś od pełnomocnika Radziwiłłowej za 140 000 ówczesnych złotych, włączając do dominium sokołowskiego. Sama Radziwiłłowa uznała cenę za zbyt niską i nie doszło do planowanej sprzedaży Medyni i Węglisk. Od tego czasu Trzeboś należy do tych samych jednostek administracyjnych, co Sokołów Małopolski. Parafię rzymskokatolicką pw. Opatrzności Bożej w Trzebosi erygowano w 1795, przenosząc do niej z Sokołowa Małopolskiego pomocniczy kościół Świętego Ducha. Kościół ten przemianowano na św. Michała i Aniołów Stróżów, a w latach 80. XIX wieku rozebrano, wykorzystując materiał na budowę organistówki i szkoły oraz przenosząc wyposażenie do nowo wybudowanego kościoła Opatrzności Bożej. W 1853 roku utworzono powiat sokołowski, który w 1867 włączono do powiatu kolbuszowskiego. W drugiej połowie XIX w. właścicielem dóbr sokołowskich, w tym Trzebosi był Jan Władysław Zamoyski. W tym czasie przysiółkami Trzebosi były Budy i Kąty. Według spisu z 31 grudnia 1900 nazwę Trzeboś stosowano dla gminy miejscowej, obejmującej wsie Trzeboś, Budy i Podlesie. Do Trzebosi zaliczano także nienależący do gminy miejscowej obszar dworski. Obszar tej pierwszej obejmował 1504 ha, a dworski – 173. W gminie miejscowej znajdowało się wówczas 466 domów (341 w samej Trzebosi, 81 w Podlesiu i 44 w Budach), a na obszarze dworskim 2. W gminie miejscowej mieszkało 2317 osób (niewielka przewaga kobiet) – wszystkie polskojęzyczne. Wśród nich większość deklarowała wyznanie rzymskokatolickie, jedna osoba greckokatolickie, a 41 – judaizm. Obszar dworski zamieszkiwało dwóch mężczyzn i siedem kobiet, w tym 5 osób wyznania mojżeszowego. W tym czasie we wsi działała dwuklasowa szkoła ludowa i składnica pocztowa. W gminie miejscowej hodowano 368 koni, 1130 sztuk bydła i 148 świń. Nie hodowano owiec. Na obszarze dworskim hodowano po 4 konie i świnie oraz 27 krów. Oprócz podlegania administracji powiatu kolbuszowskiego, czyli starostwu, Trzeboś podlegała jednostkom administracji sądowej i sanitarnej, także nazywanymi powiatami, w Sokołowie. Sokołowskiemu urzędowi metrykalnemu podlegali trzeboscy Żydzi. Natomiast trzeboska parafia pełniła funkcję urzędu metrykalnego dla katolików z części Brzózy Stadnickiej i Rakszawy. Za część Rakszawy wówczas uznawano zaliczane czasem do Trzebosi Mościny. 
W okresie międzywojennym Trzeboś, należąc do powiatu kolbuszowskiego, została włączona do województwa lwowskiego. W ramach reformy administracyjnej z 1933 gmina wiejska Trzeboś 1 sierpnia 1934 została gromadą w gminie wiejskiej Sokołów. 11 listopada 1931 w centrum wsi usypano Kopiec Niepodległości. W 1936 działacze ludowi z Trzebosi zorganizowali „marsz na Sokołów”, a w 1937 mieszkańcy wzięli udział w strajku chłopskim, co w czasie PRL dało pretekst do zmiany wezwania kopca. Jednym z trzech przywódców strajku w powiecie kolbuszowskim był trzebosianin Michał Falandys. W okresie międzywojennym otworzono szkoły podstawowe w Trzebosi i na Podlesiu. W czasie II wojny światowej, na przełomie lat 1939/1940, w Trzebosi i kilku sąsiednich wsiach powstała komórka konspiracyjna „Czyn”, której członkowie później zasilili Związek Walki Zbrojnej i Armię Krajową. Trzeboś została objęta zasięgiem Placówki Sokołów-Nienadówka „Sosna II”, Obwodu Kolbuszowa „Kefir”, Inspektoratu Rzeszów Armii Krajowej. W tym czasie w Trzebosi i okolicach działały różne organizacje ruchu oporu, a w samej Trzebosi przez pewien czas była centrala powiatowa („Nadleśnictwo”) Batalionów Chłopskich. Jednym z działaczy tej organizacji, twórcą powiatowej trójki politycznej, był Michał Falandys. W ramach działań w imieniu Polskiego Państwa Podziemnego pobito trzeboskiego sołtysa, nie są znane natomiast żadne wyroki śmierci za kolaborację. Niemieccy okupanci, podobnie jak w innych okolicznych wsiach, dokonywali mordów na ludności miejscowej, lokalnie zwanych pacyfikacjami. W 1943 zamordowano dziesięcioro mieszkańców Trzebosi i Kątów Rakszawskich ukrywających się w lesie między obiema miejscowościami w odwecie za działalność oddziałów Gwardii Ludowej. Również w tym roku wśród więźniów politycznych zamordowanych przez władze okupacyjne znalazł się aresztowany wcześniej Falandys.  W czasie wojny działalność szkoły była utrudniona m.in. przez zajmowanie budynku szkoły przez wojsko. Oprócz nauczania dopuszczanego przez okupantów prowadzono także tajne nauczanie. Sokołów i okolice zostały zajęte po drobnych potyczkach przez wojsko radzieckie około 25 lipca 1944.
Od roku 1944 miejscowość administracyjnie należała do województwa rzeszowskiego, pozostając w nim także w latach 1975–1998. Gromadę Trzeboś zlikwidowano 1 stycznia 1969, włączając do gromady Sokołów Małopolski. Na przełomie lat 1972 i 1973 rozdzielono sołectwa Trzeboś i Trzeboś-Podlas. W czasie reformy administracyjnej z przełomu lat 1998/1999 wieś nie wróciła do powiatu kolbuszowskiego, lecz została włączona do powiatu rzeszowskiego (województwo podkarpackie).

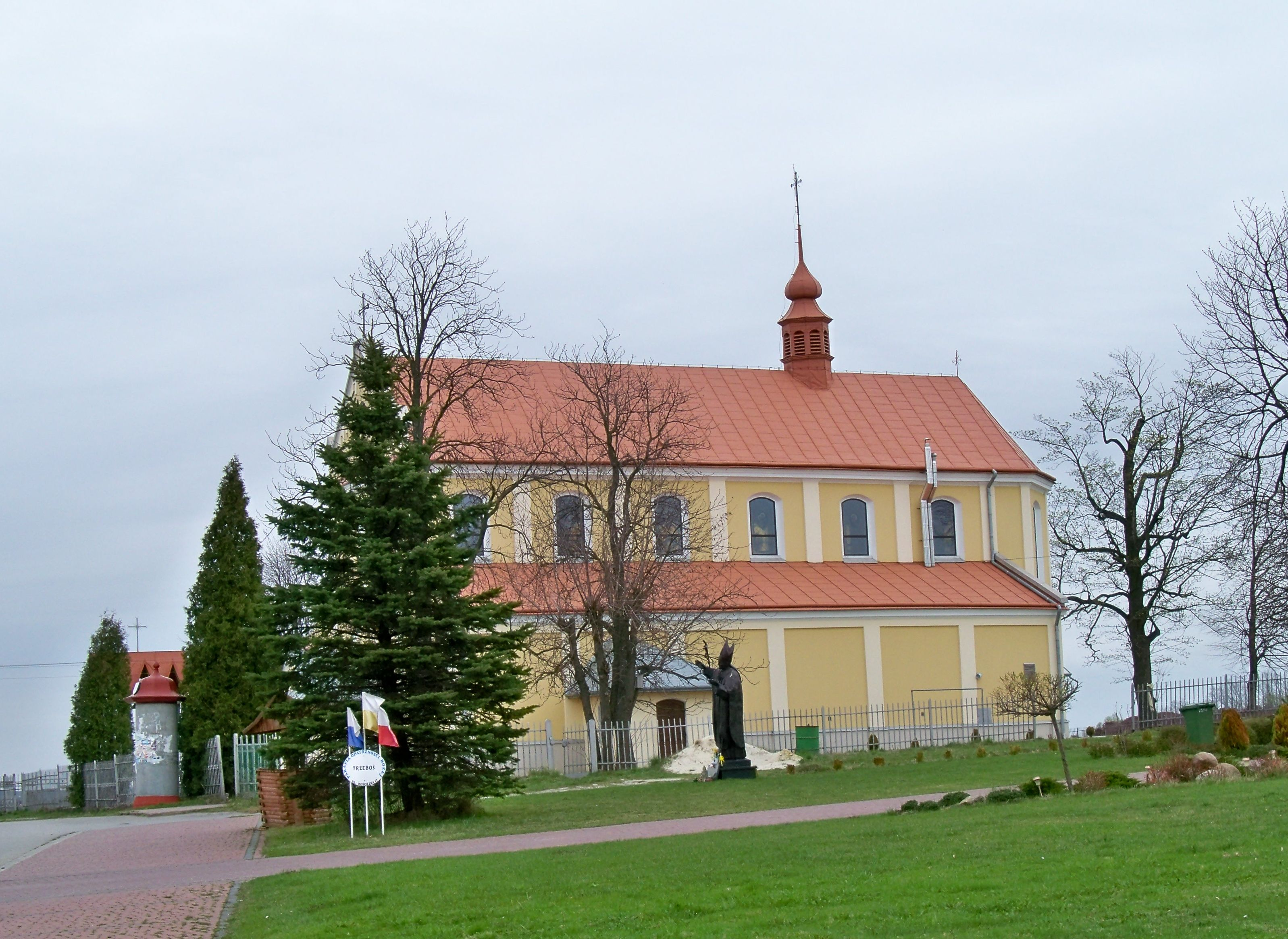
Zabytkowy kościół w Trzebosi

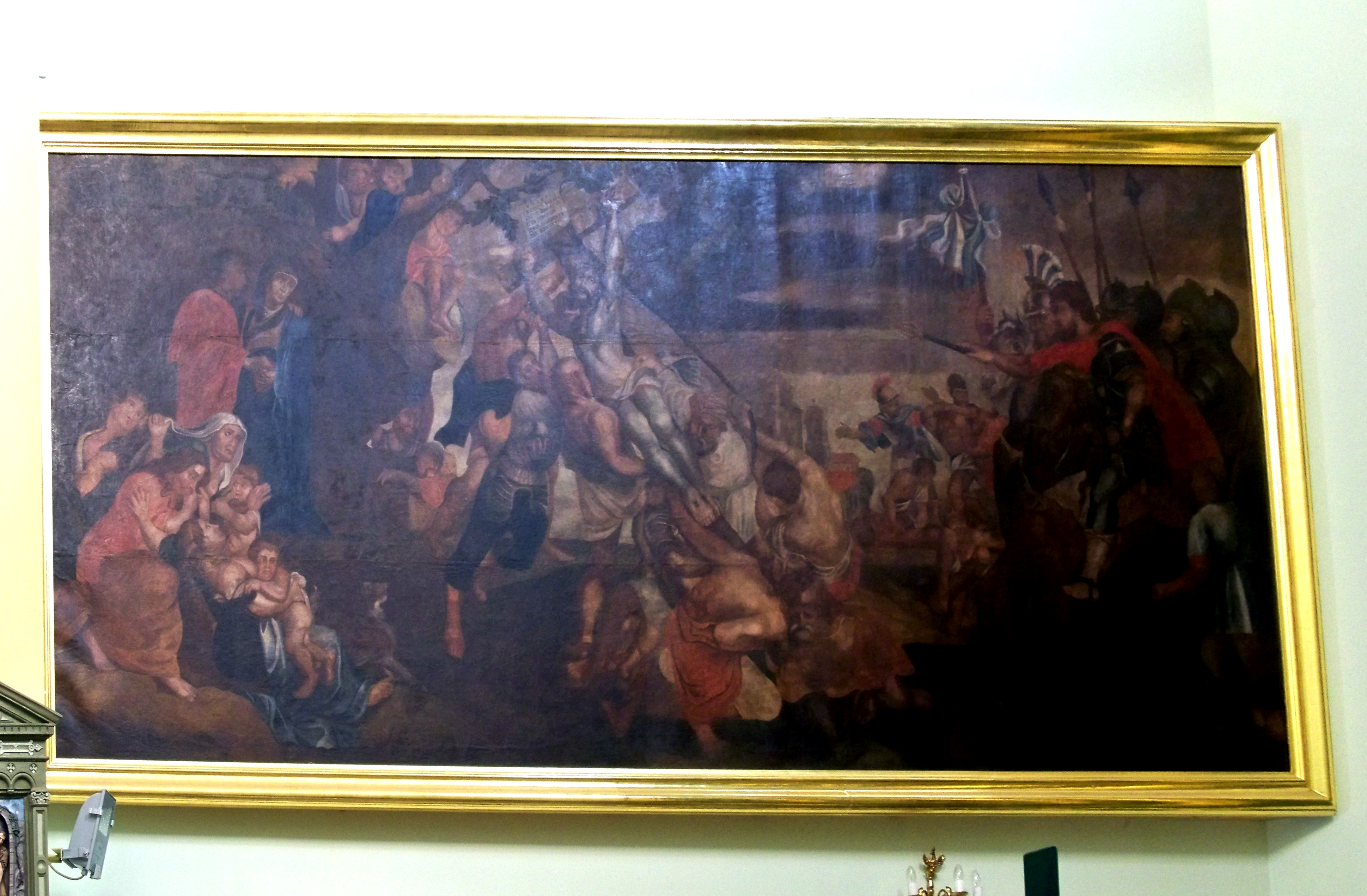
Kopia Podniesienia Krzyża Rubensa

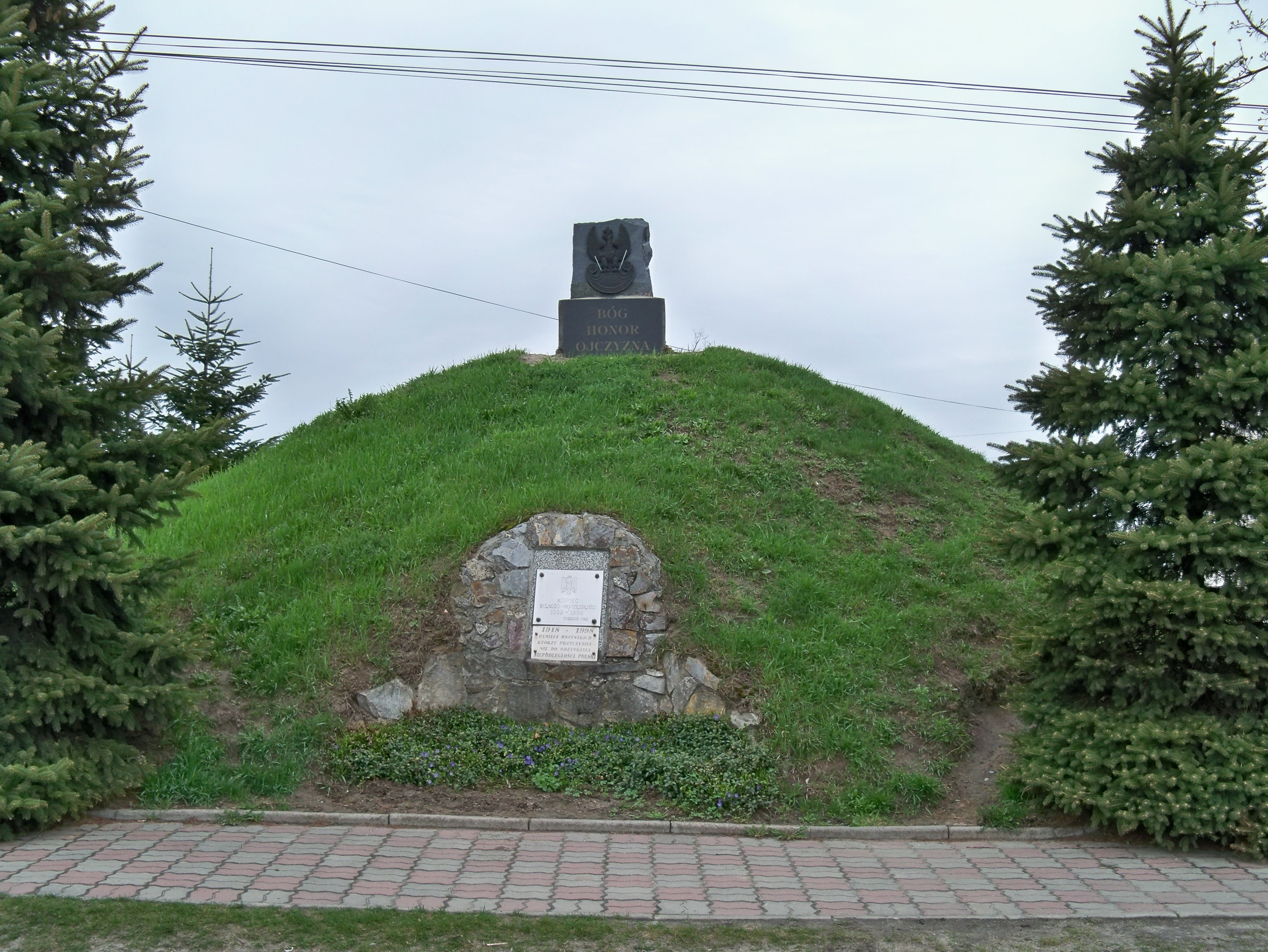
Kopiec Niepodległości

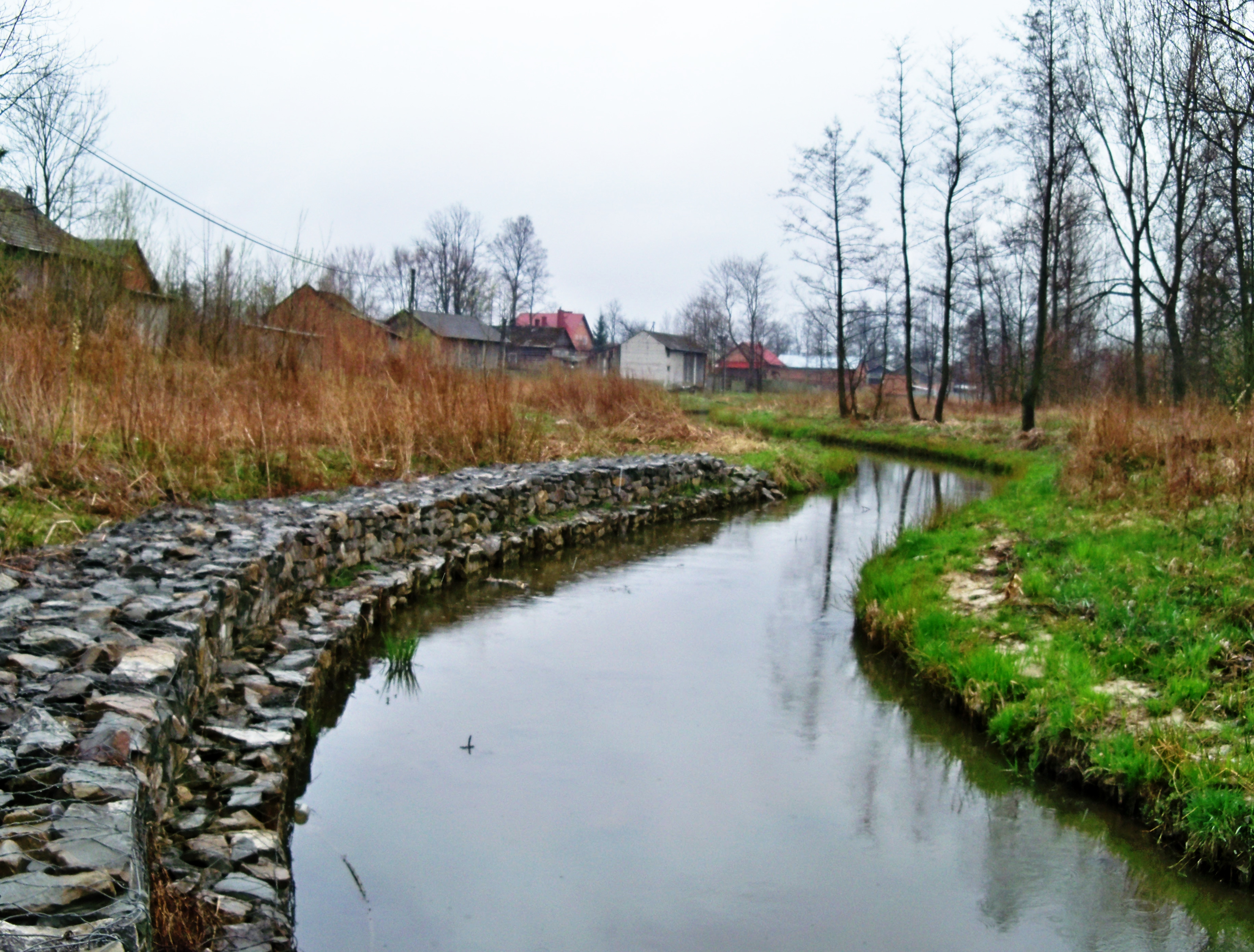
Trzebośnica

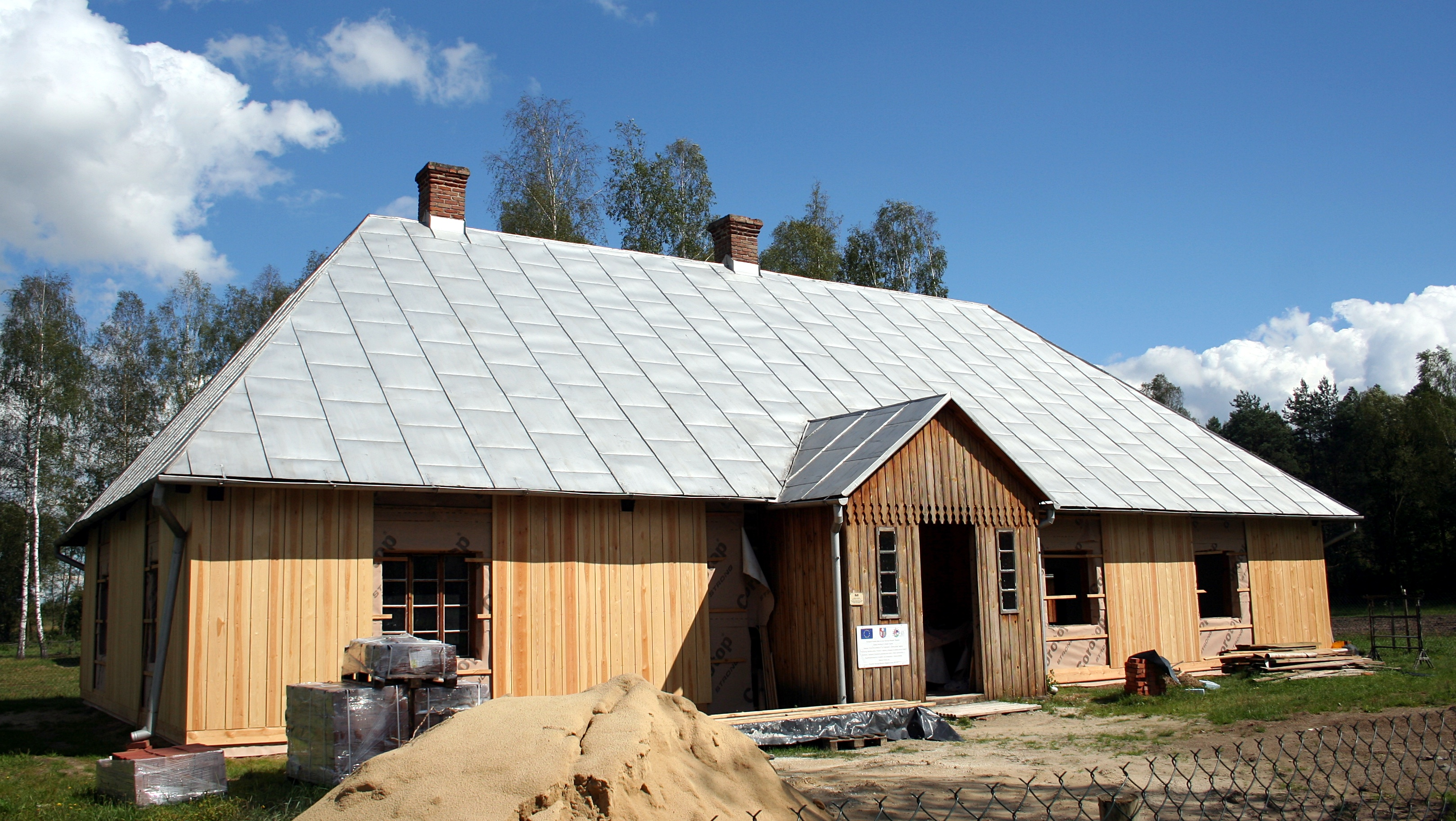
Rekonstrukcja trzeboskiej szkoły ludowej z czasów austro-węgierskich (skansen w Kolbuszowej)

Niedługo po wojnie wybudowano murowany budynek szkoły. W latach 40. powołano publiczną szkołę przysposobienia rolniczego. W 1958 i 1959 wybudowano świetlice w Trzebosi Górnej i Dolnej. W pierwszym dwudziestoleciu PRL wykonano regulację Trzebośnicy i prace melioracyjne. W 2001 roku proboszcz parafii pw. Opatrzności Bożej w Trzebosi znalazł w kościele kopię obrazu barokowego malarza Petera Paula Rubensa pt. Podniesienie krzyża (1610). Według jednej z hipotez (historyka sztuki Piotra Łopatkiewicza) kopia ta powstała niedługo po oryginale, a do Trzebosi trafiła jako wyposażenie kościoła przeniesionego z Sokołowa Młp., jeszcze wcześniej znajdując się w Leżajsku i Lwowie. Obraz ten odrestaurowano i wystawiono na widok publiczny wewnątrz trzeboskiego kościoła. W latach 90. XX wieku i na początku XXI wieku dokonano znacznej rozbudowy głównej szkoły, nadano nazwy ulicom i dokonano inwestycji liniowych, takich jak budowa wodociągu i gazociągu, powszechna telefonizacja, kanalizacja, czy budowa fragmentów chodników, jak również remontowano ważniejsze obiekty (kościół, szosy, inne szkoły itp.) W 2005 roku przed plebanią odsłonięto pomnik Jana Pawła II, autorstwa Józefa Siwonia, wykonany z tworzywa syntetycznego imitującego metal nazywany Czarnym Papieżem.

## Oświata i sport
W miejscowości funkcjonują trzy szkoły podstawowe: Szkoła Podstawowa nr 1, Szkoła Podstawowa nr 2 im. św. Stanisława Kostki (w Trzebosi-Podlas) oraz Szkoła Podstawowa nr 3 im. św. Faustyny Kowalskiej. Znajduje się tu także publiczne gimnazjum, które wraz ze Szkołą Podstawową nr 1 tworzy zespół szkół im. bł. Bronisława Markiewicza. Imiona szkołom nadano w 2009 roku (przy czym Szkoła Podstawowa nr 1 wcześniej nosiła imię trzeboskiego członka ruchu oporu poległego w II wojnie światowej, Michała Falandysa).
W Trzebosi od roku 1970 działa klub sportowy Styrobud Trzeboś (początkowo pod nazwą LZS Trzeboś Górna, później LZS Igloopol Trzeboś Górna, a następnie Zorza Trzeboś), którego piłkarze w różnych sezonach występują w klasie A lub B. Piłkarze trzeboskiego klubu w sezonie 2021/2022 występowali w rozgrywkach rzeszowskiej Klasy Okręgowej.

## Kościoły i Związki Wyznaniowe
Przy ulicy Kościelnej 12 znajduje się kościół Opatrzności Bożej i związana z nim parafia pod tym samym wezwaniem, powołana 2 października 1795 r. Parafia należy do dekanatu sokołowskiego. Przy kościele znajduje się cmentarz.
W Trzebosi żyją również członkowie Świeckiego Ruchu Misyjnego „Epifania”. Ze względu na niewielką liczebność nie tworzą odrębnej komórki, lecz związani są ze zborem w Nienadówce.

## Kultura i turystyka
W miejscowości działają dwie świetlice. Życie kulturalne związane jest z parafią (działalność scholi, parafiady) i ochotniczą strażą pożarną. Działa również Zespół Ludowy.
Wśród obiektów zabytkowych znajduje się kilka gospodarstw i kościół. Obecny kościół postawiony na miejscu starego pochodzi z 1887 r. Wpisano go do rejestru zabytków. Styl wystroju określany jako rokoko i klasycyzm. Znajduje się w nim barokowy krucyfiks, XIX-wieczne organy (dwukrotnie remontowane) oraz XVII-wieczna kopia obrazu Rubensa. Niedaleko kościoła znajduje się Kopiec Niepodległości usypany w latach 30. XX w. Kwestia, które wydarzenie upamiętnia kopiec jest sporna. W okresie PRL nazywano go kopcem racławickim, usypanym dla upamiętnienia strajków chłopskich, podczas gdy od lat 90. XX w. podnoszona jest kwestia pierwotnej nazwy, a upamiętnienie strajku jest podawane jako fałszerstwo. Stanowisko pośrednie mówi, że jest to Kopiec Niepodległości upamiętniający również strajk chłopski, a te dwie inicjatywy łączy działalność Jana Bielaka, trzeboskiego nauczyciela i posła na sejm reprezentującego ruch ludowy.
Przez północną część wsi przebiega niebieski nizinny szlak turystyczny Głogów Małopolski–Sokołów Małopolski–Julin–Brzóza Królewska–Leżajsk.
Pochodzący z roku 1881 budynek szkoły ludowej obecnie znajduje się w Muzeum Kultury Ludowej w Kolbuszowej. Miał on dwie klasy i dwuizbowe mieszkanie dyrektora.

## Środowisko przyrodnicze
Przez wieś przepływa Trzebośnica i wpadający do niej potok Olechowiec, a także kilka rowów melioracyjnych. We wschodniej części znajdują się lasy sosnowe i mieszane (pozostałości Puszczy Sandomierskiej) prywatne lub wchodzące w zakres administracji lasów państwowych leśnictwa Wydrze (Nadleśnictwo Leżajsk). Część miejscowości leży na terenie Brzóźniańskiego Obszaru Chronionego Krajobrazu, a część na obszarze Natura 2000 Lasy Leżajskie (PLH180047), obejmującym oprócz lasów również bezleśną dolinę Trzebośnicy.